# Medialuna de Osorno
La Medialuna de Osorno se ubica en Osorno, Chile. Es la primera medialuna techada de Chile y en ella se llevan a cabo los rodeos organizados por el Club de Rodeo Osorno René Soriano Bórquez.

## Descripción
Tiene una capacidad para 4.800 espectadores. Fue sede del clasificatorio de la zona sur (desde Talca a Magallanes) para el Campeonato Nacional de Rodeo en los años 2006 y 2007.
La medialuna está ubicada dentro del recinto de exposiciones de SAGO de la Sociedad Agrícola y Ganadera de Osorno A.G. (SAGO); siendo un recinto que además cuenta con casino para servicios de alimentación, razón por lo cual ha albergado en seis ocasiones la Semana de la Chilenidad.